# Frensdorf
Frensdorf es un municipio situado en el distrito de Bamberg, en el estado federado de Baviera (Alemania). Tiene una población estimada, a inicios de 2024, de 5451 habitantes.
Está ubicado al norte del estado, en la región de Alta Franconia, cerca de la frontera con el estado de Turingia y de la orilla del río Regnitz —un afluente del Meno—.

## Foto galerij

Frensdorf
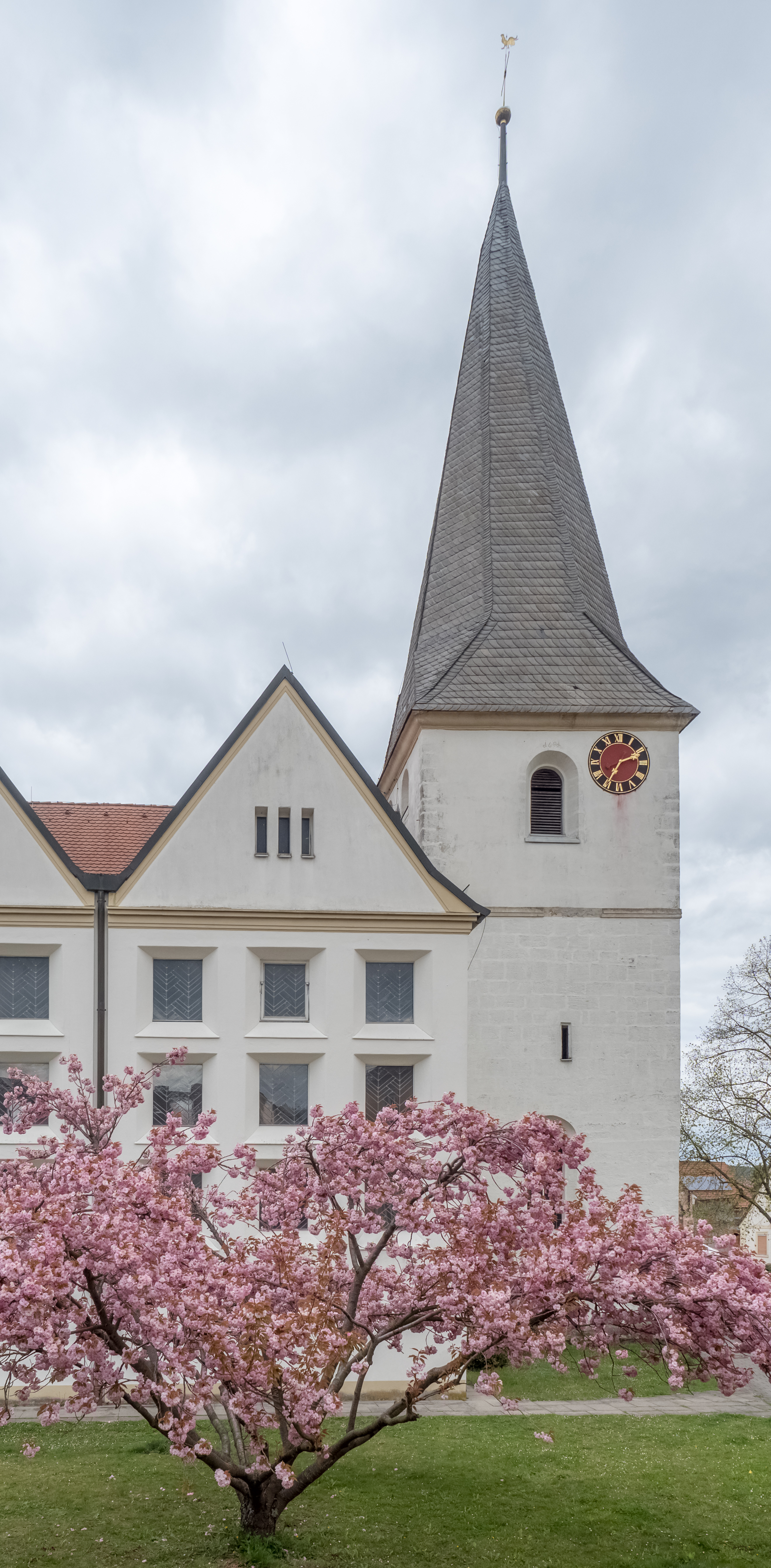
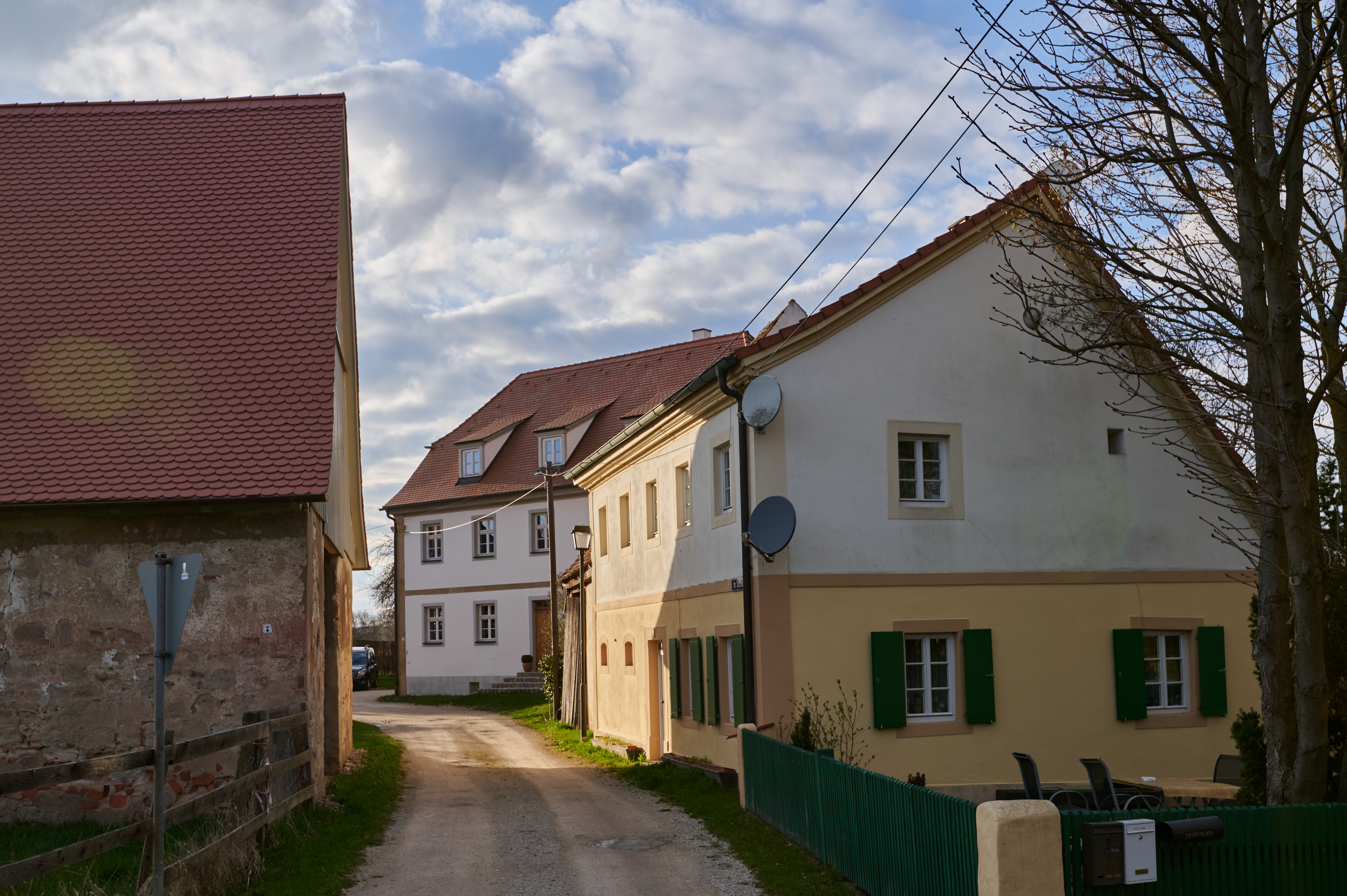
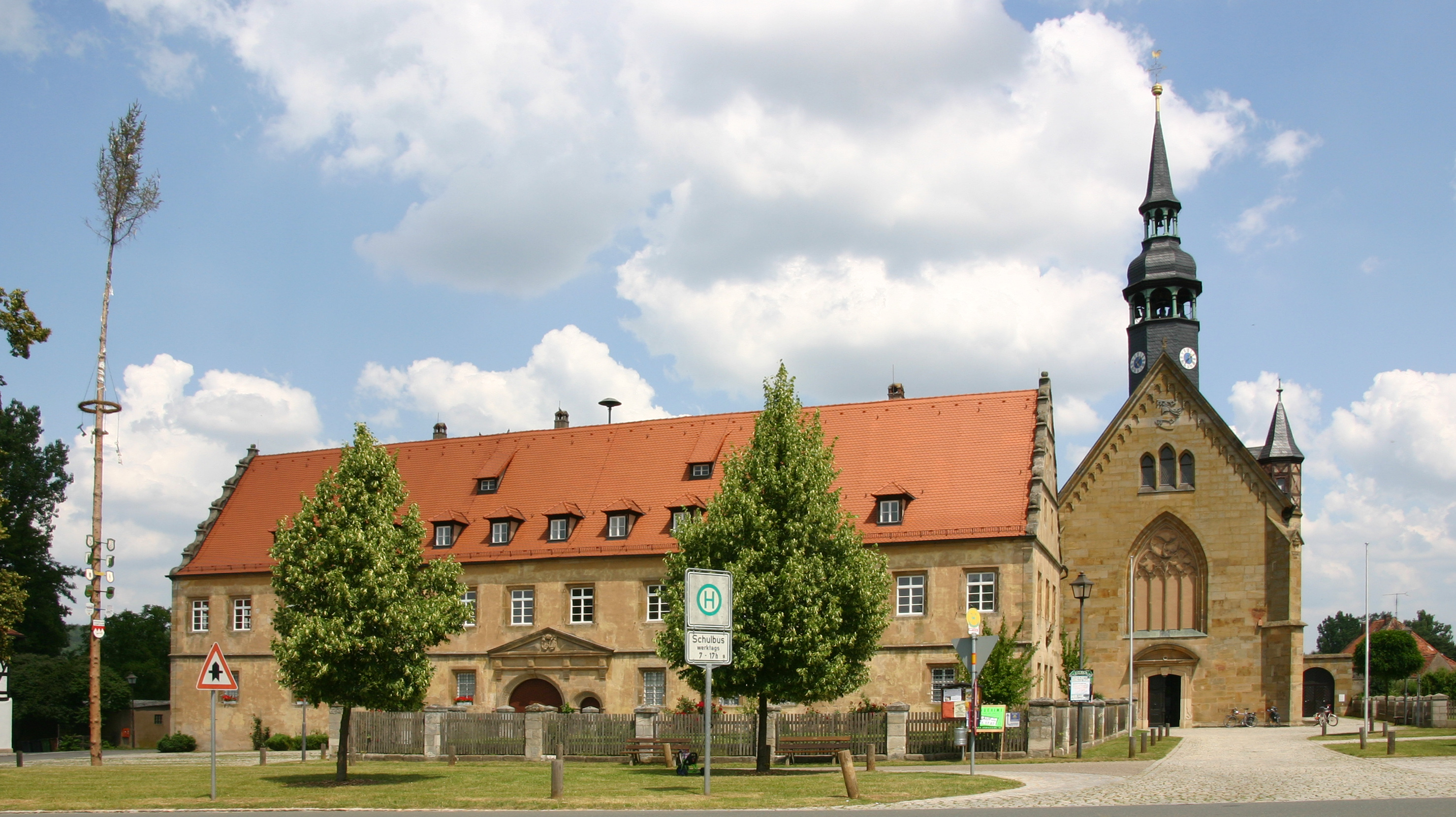
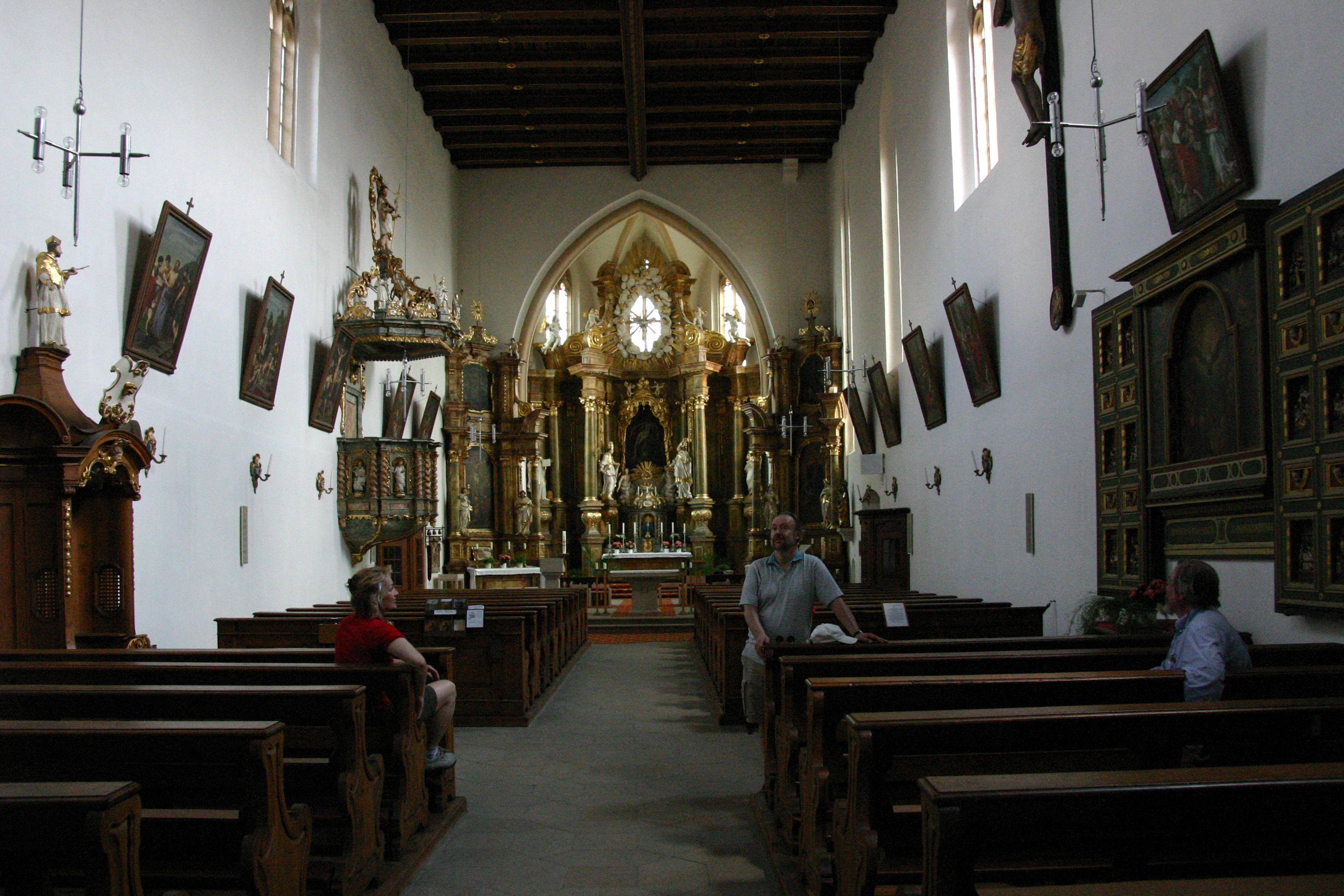
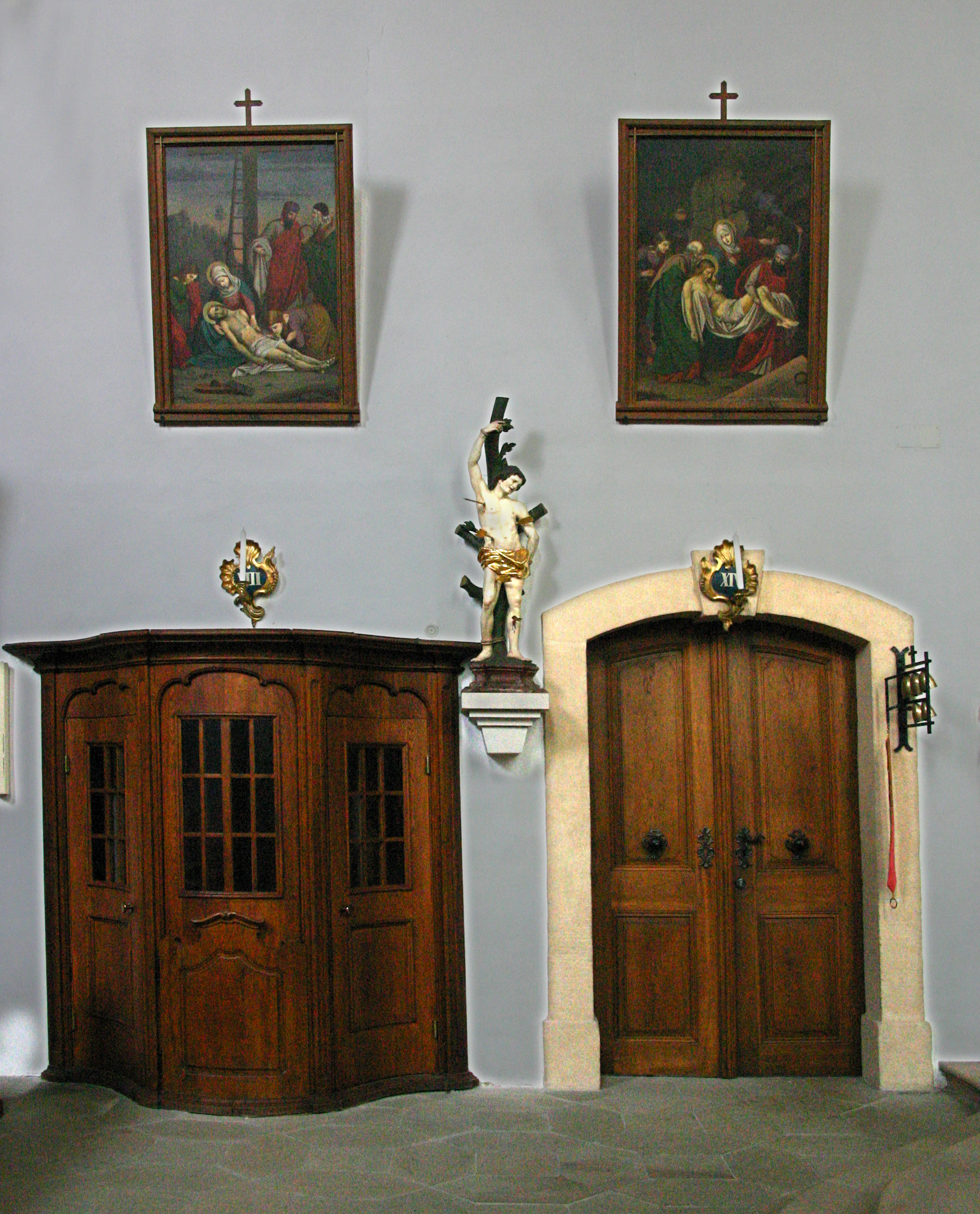
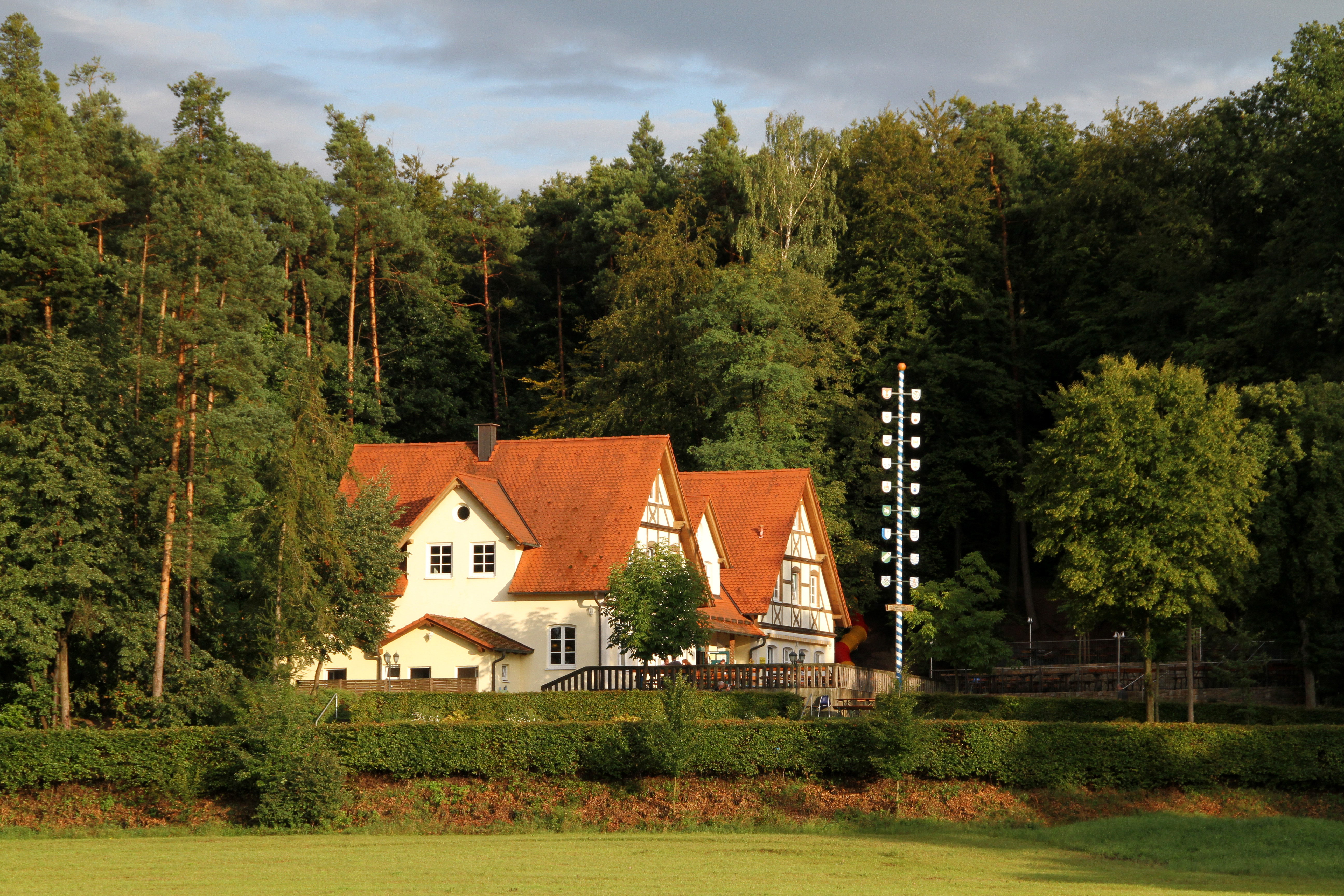
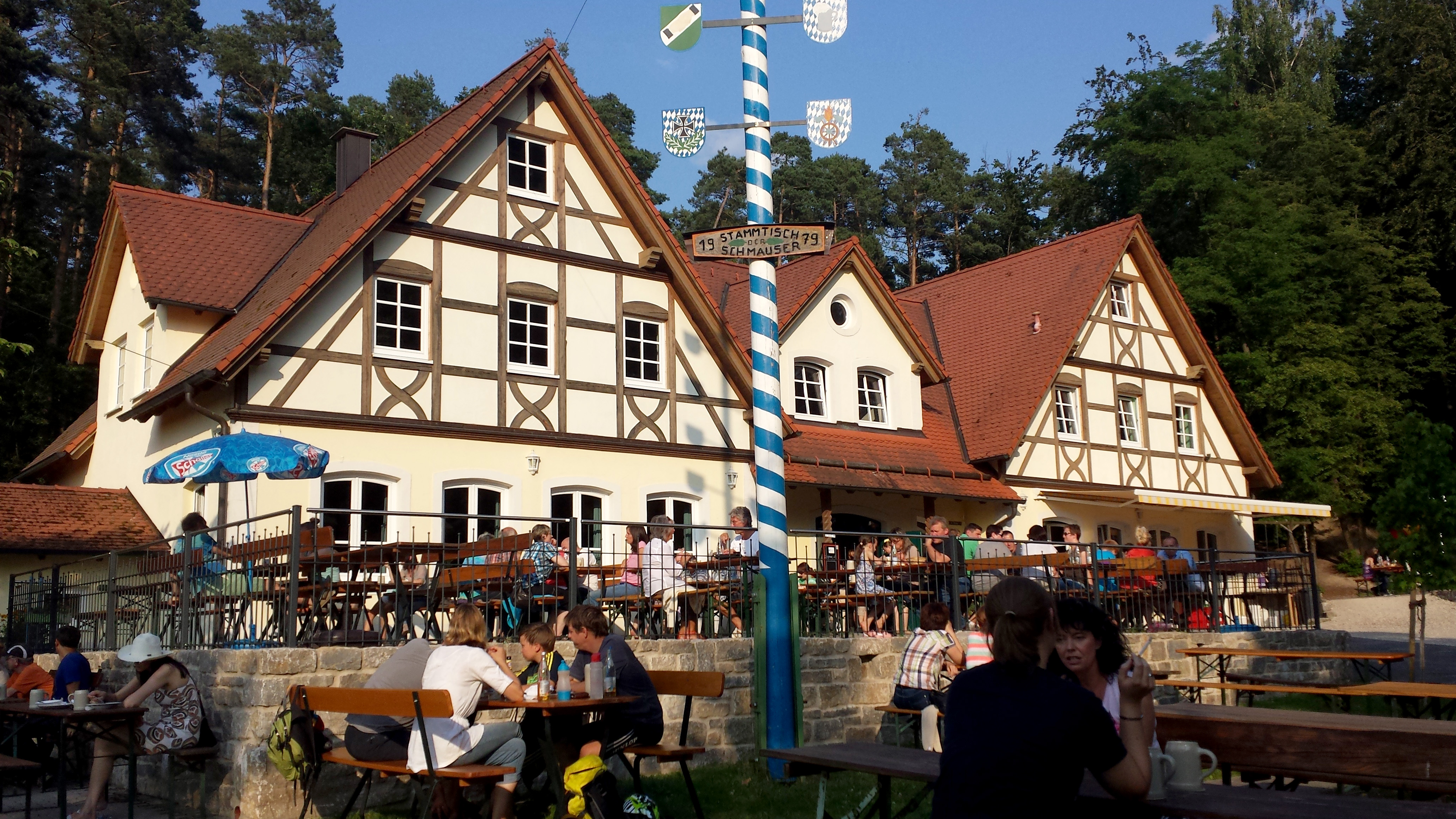
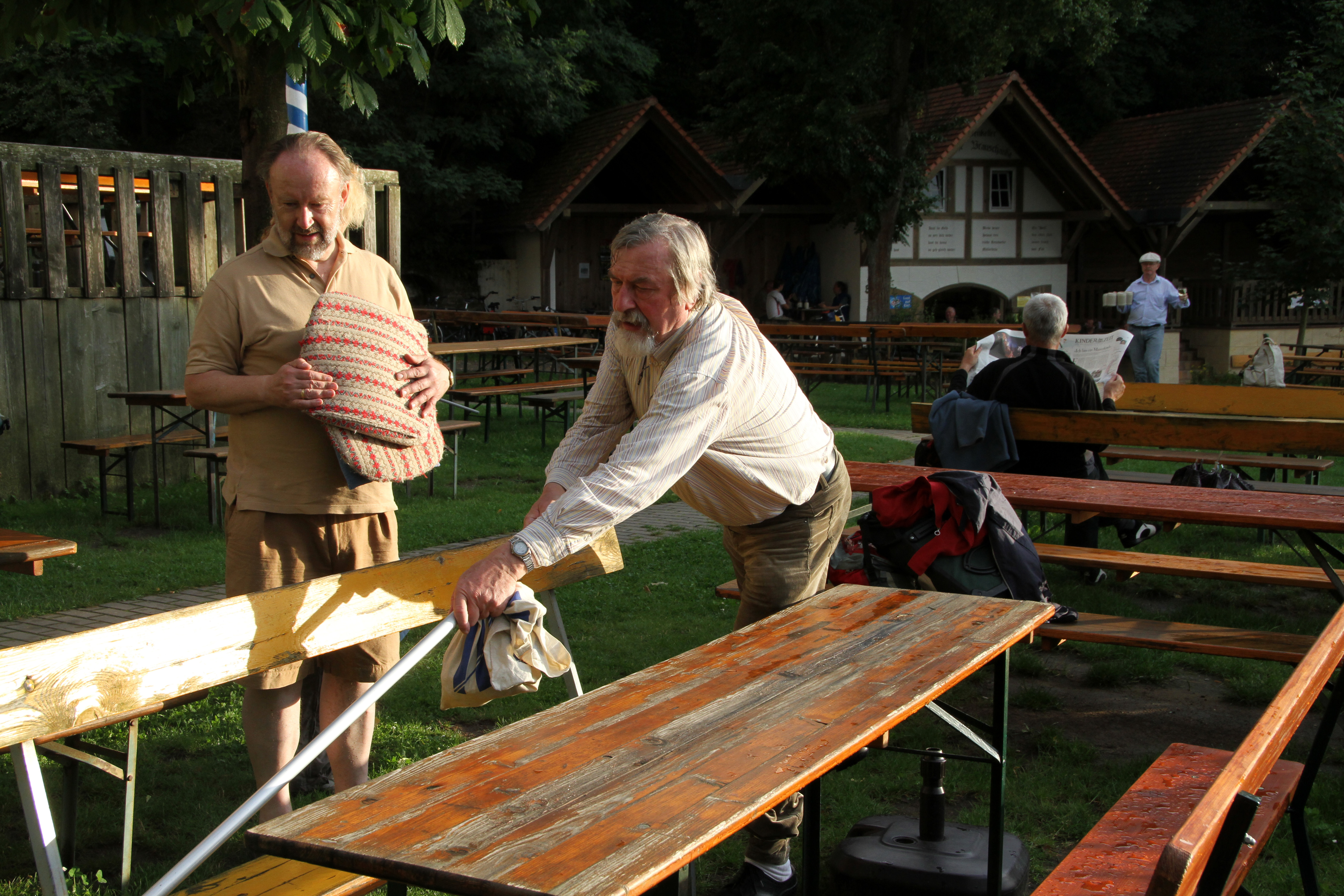